# LeLynx.fr
LeLynx.fr est un site web comparateur de prix. Il permet de comparer les tarifs et garanties pour les assurances automobile, moto, habitation, emprunteur, les mutuelles santé, ainsi que les fournisseurs de gaz et d’électricité et les produits bancaires.
LeLynx.fr a été lancé en janvier 2010. Ce comparateur d’assurances en ligne a été racheté en 2023 par le groupe italien Gruppo MutuiOnline, société cotée à la Bourse de Milan, qui fait partie de l'indice FTSE MIB.
En mars 2024 Moltiply annonce un plan de rebranding ː Gruppo MutuiOnline devient Moltiply Group (it) et toutes les activités de sa division courtage, y compris celles de LeLynx.fr, rentrent dans le nouveau brand Mavriq (it).

## Historique
À ses débuts en 2010, LeLynx.fr permet de comparer les offres d’assurance auto.
Le site étend rapidement son service de comparaison à d’autres produits assurantiels :
- septembre 2010 : mutuelle santé[4] ;
- juin 2014 : assurance moto ;
- octobre 2014 : assurance habitation ;
- septembre 2015 : mutuelle d’entreprise[5].

LeLynx.fr permet également de comparer d’autres produits, tels que les produits bancaires et financiers (banques en ligne, crédit immobilier, crédit à la consommation), les assurances emprunteurs, animaux ou encore voyage. En 2017, le site comptait huit millions d’utilisateurs.

### Développement depuis 2018
En 2018, LeLynx.fr étoffe son offre multiproduit et se lance dans la comparaison des offres des fournisseurs d’électricité et de gaz.

### Identité
Jusqu’en 2017, la mascotte de l’entreprise était un lynx. LeLynx.fr a eu plusieurs signatures depuis sa création, telles que « Malynx LeLynx », « Soyez Malynx, soyez LeLynx », « LeLynx, malin mais surtout serein » et dernièrement « LeLynx.fr, Vous avez l’œil pour bien choisir » (2019).

## Directions générales
- Martin Coriat (2010 - 2013)
- Diane Larramendy (2013 - 2016)[10]
- Elena Betes (2016 - 2017)
- Martin Coriat (2017 - 2019)
- Itzal Arbide (2019 - 2023)
- Arthur Martiano (2024 - )[11]